# Sergio Bertoni
Pour les articles homonymes, voir Bertoni.
Sergio Bertoni (né le 23 septembre 1915 à Pise, Toscane  - mort le 15 février 1995 à La Spezia) est un footballeur italien international, devenu entraîneur par la suite.

## Biographie
Il occupe le poste d'avant-centre à Pise Calcio (3 saisons, de 1935 à 1938), puis au Genoa CFC (3 saisons également, de 1938 à 1941).
Avec Alfredo Foni, Pietro Rava et Ugo Locatelli, il fait partie du quatuor de joueurs italiens ayant été à la fois champion du monde et champion olympique. 
Il est par la suite l'entraîneur du Spezia 1906 Calcio, en 1950-51, de 1955 à 1957, et en 1961.

## Palmarès
- 6 sélections dans l'équipe nationale, de 1936 à 1940 (1 but)
- Champion du monde en 1938 (remplaçant à 4 reprises)
- Champion olympique en 1936